# 長野県梓川高等学校
長野県梓川高等学校（ながのけんあずさがわこうとうがっこう、英: Nagano Prefectural Azusagawa High School）は、長野県松本市波田（旧・東筑摩郡波田町）にある公立高等学校。

## 設置学科
- 普通科（2年次から教養、福祉・こども、情報ビジネスの3コースに分かれる）

## 沿革
- 1904年（明治37年）5月 - 波田尋常小学校に農工補習学校を設置。
- 1910年（明治43年）4月20日 - 乙種農学校として、長野県組合立南安南部農蚕学校が開校。
- 1926年（大正15年）7月 - 農工補習学校に青年訓練所を併設。
- 1931年（昭和6年）3月 - 青年訓練所が青年訓練所充当実業補習学校に改称。
- 1934年（昭和9年）3月 - 青年訓練所充当実業補習学校が、公立青年学校長野県東筑摩郡波田実科中等学校に改称。
- 1940年（昭和15年）3月31日 - 長野県組合立南安南部農蚕学校が甲種農学校に組織変更し、長野県南安曇農蚕学校に改称。
- 1941年（昭和16年）3月12日 - 長野県東筑摩郡波田実科中等学校が甲種農学校に組織変更し、長野県東筑摩西部農学校に改称（男女共学）。
- 1948年（昭和23年）
  - 4月1日 - 学制改革により、長野県南安曇農蚕学校が長野県梓農業高等学校に、長野県東筑摩西部農学校が長野県東筑摩西部農業高等学校にそれぞれ改組。
  - 5月1日 - 長野県東筑摩西部農業高等学校に定時制中心校、山形分校、島立分校、生坂分校を設置。
- 1949年（昭和24年）4月1日 - 長野県梓農業高等学校と長野県東筑摩西部農業高等学校を統合し、組合立長野県梓川高等学校に改組。全日制に農業科（定員300人）及び普通科（定員150人）、定時制に農業科及び農村家庭科（定員各若干名）を設置。
- 1950年（昭和25年）3月31日 - 定時制生坂分校を長野県北安曇農業高等学校（現:長野県池田工業高等学校）に移管。学校所在地を、波田村鍋割（現在の市役所波田支所の所在地）から、同村下島（現在地）に移転。校章制定。
- 1952年（昭和27年）5月7日 - 県立に移管、長野県梓川高等学校となる。
- 1955年（昭和30年）3月31日 - 定時制島立分校を廃止。
- 1956年（昭和31年）3月31日 - 定時制山形分校を廃止。
- 1967年（昭和42年）3月31日 - 定時制を廃止（64年に生徒募集を停止）。
- 1980年（昭和55年）3月2日 - 農業科を廃止（78年に生徒募集を停止）し、普通科高校となる。体育館を改築・竣工。
- 1991年（平成3年）4月 - 制服を自由化する。
- 1998年（平成10年） - 普通科推薦入学者選抜を実施。
- 2002年（平成14年）4月 - 人文社会、自然科学、福祉コミュニケーション、情報ビジネスの4コース制を導入。
- 2007年（平成19年）4月 - コース制を改編し、教養、福祉コミュニケーション、情報ビジネスの3コース制とする。
- 2010年（平成22年）10月23日 - 創立100周年記念式典開催。

## 教育目標
- 自主性・協調性を培い、自ら学び自ら考える力を伸ばす。
- 一人ひとりを大切にし合い、夢や希望を育み、個性を伸ばす。
- 心豊かで、たくましく生き抜く人間となる。

## 部活動
- 運動部 - 野球、陸上、卓球、バレーボール（女）、バスケットボール（男・女）、テニス、サッカー、バドミントン、弓道、剣道
- 文化部 - 吹奏楽、軽音楽、食物、美術
- 同好会 - 手芸

## 校章
- 川の流れの文様に高の文字。

## 校歌・応援歌
- 校歌（作詞：佐藤春夫 作曲：中田喜直）

## その他
- 文化祭の名称は「梓水（しすい）祭」。

## 最寄駅
- アルピコ交通（通称・松本電鉄）上高地線：下島駅。